# David Pleat
David John Pleat (Nottingham, 15 gennaio 1945) è un ex calciatore e allenatore di calcio inglese, di ruolo difensore.

## Palmarès

### Allenatore

#### Competizioni nazionali
- Second Division: 1

Luton Town: 1981-1982